# Wiera Zozula
Wiera Wasiljewna Zozula (ros. Вера Васильевна Зозуля; ur. 15 stycznia 1956 w Talsi) – radziecka saneczkarka, mistrzyni olimpijska, świata i Europy, zdobywczyni Pucharu Świata.
Na igrzyskach olimpijskich w Lake Placid wywalczyła złoty medal. Startowała także na igrzyskach w Innsbrucku w 1976 roku i rozgrywanych osiem lat później igrzyskach w Sarajewie, zajmując odpowiednio dziewiąte i piąte miejsce. Na mistrzostwach świata wywalczyła trzy medale, po jednym z każdego koloru. Podczas MŚ w Imst (1978) zdobyła złoto, na MŚ w Innsbrucku (1977) srebro, a podczas MŚ w Hammarstrand (1981) brąz. Zdobyła też dwa medale na mistrzostwach Europy: złoty na ME 1976 oraz brązowy podczas ME 1978. W Pucharze Świata jeden raz stała na podium klasyfikacji generalnej zdobywając Kryształową Kulę w sezonie 1981/1982.

## Osiągnięcia

### Igrzyska olimpijskie
| Rok  | Miejsce     | Jedynki |
| ---- | ----------- | ------- |
| 1976 | Innsbruck   | 9.      |
| 1980 | Lake Placid | 1.      |
| 1984 | Sarajewo    | 5.      |

### Puchar Świata

#### Miejsca na podium w klasyfikacji generalnej
| Sezon     | Miejsce |
| --------- | ------- |
| 1981/1982 | 1.      |